# Iossif Staneuski

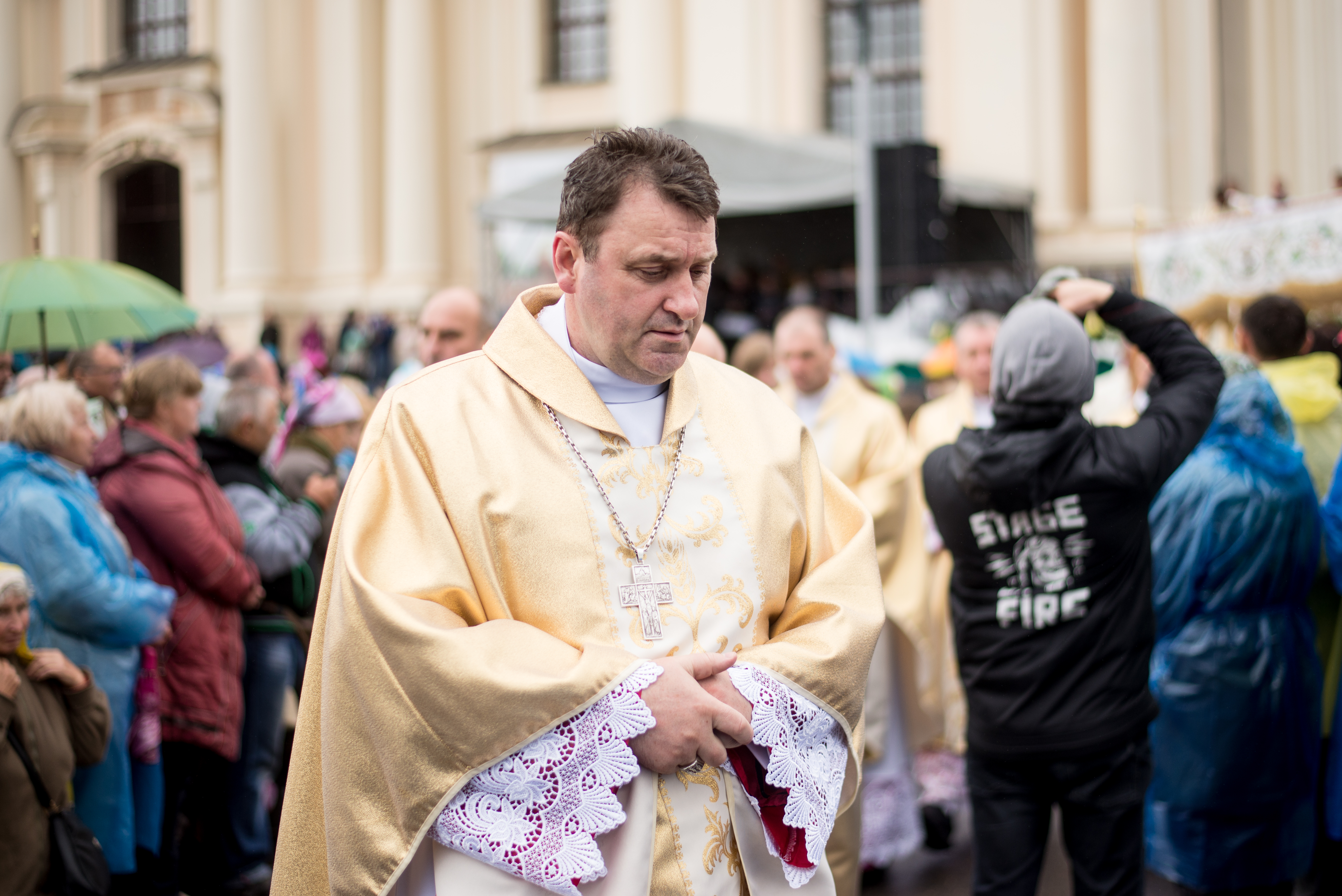
Iossif Staneuski, 2018

Wappen von Iossif Staneuski

Iossif Staneuski (belarussisch Іосіф Станеўскі; * 4. April 1969 in Sanjawitschy, Belarussische SSR) ist ein belarussischer Geistlicher und römisch-katholischer Erzbischof in Minsk-Mahiljou.

## Leben
Iossif Staneuski erwarb 1986 in Luzk das Abitur. Von 1986 bis 1987 studierte er an einer wehrtechnischen Schule. Nach dem anschließenden zweijährigen Militärdienst arbeitete Staneuski zunächst in der Landwirtschaft. Ab 1990 studierte er Philosophie und Katholische Theologie am Priesterseminar in Hrodna. Staneuski wurde am 8. Dezember 1994 zum Diakon geweiht und empfing am 17. Juni 1995 durch den Bischof von Hrodna, Aleksander Kaszkiewicz, das Sakrament der Priesterweihe.
Staneuski war von 1995 bis 1996 als Pfarrvikar der Pfarrei Hl. Wenzel in Waukawysk tätig. Nach weiterführenden Studien erwarb er 1999 an der Katholischen Universität Lublin mit einer Arbeit über die Rechte der Streitparteien im kanonischen Ehenichtigkeitsprozess ein Lizenziat im Fach Kanonisches Recht. Danach wurde Iossif Staneuski Dozent und Präfekt am Priesterseminar in Hrodna. Zudem wirkte er ab 2000 als Richter und ab April 2005 als Vizeoffizial am interdiözesanen Kirchengericht erster Instanz. Ab 23. Juni 2005 war Staneuski Regens des Priesterseminars in Hrodna. Zusätzlich war er von 2007 bis 2013 als Verantwortlicher für die pastorale Ausbildung der Neupriester und ab 2009 als Koordinator für die Berufungspastoral im Bistum Hrodna tätig. Ferner war Iossif Staneuski ab 2008 Mitglied des Konsultorenkollegiums sowie bereits seit 2001 Mitglied des Priesterrats des Bistums Hrodna. Am 12. März 2012 verlieh ihm Papst Benedikt XVI. den Ehrentitel Päpstlicher Ehrenkaplan.
Papst Franziskus ernannte ihn am 29. November 2013 zum Titularbischof von Tabaicara und zum Weihbischof in Hrodna. Die Bischofsweihe spendete ihm der Bischof von Hrodna, Aleksander Kaszkiewicz, am 1. Februar 2014 in der Franz-Xaver-Kathedrale in Hrodna. Mitkonsekratoren waren der Erzbischof von Minsk-Mahiljou, Tadeusz Kondrusiewicz, und der Bischof von Pinsk, Antoni Dziemianko. Iossif Staneuski wählte den Wahlspruch Evangelii gaudium – Christus vivit („Die Freude des Evangeliums – Christus lebt“), dessen erster Teil der Titel des gleichnamigen Apostolischen Schreibens von Papst Franziskus ist. Als Weihbischof blieb er weiterhin Vizeoffizial und Koordinator für die Berufungspastoral sowie Mitglied des Konsultorenkollegiums und des Priesterrats. Seit 3. Juni 2015 ist Staneuski zudem Generalsekretär der Konferenz der Katholischen Bischöfe in Belarus.
Am 14. September 2021 bestellte ihn Papst Franziskus zum Erzbischof von Minsk-Mahiljou. Die Amtseinführung erfolgte am 23. Oktober desselben Jahres.